# クロード・ジャド
クロード・ジャド（Claude Jade, 1948年10月8日 - 2006年12月1日）は、フランスのディジョン生まれの女優。本名はクロード・マルセル・ジョレ（Claude Marcelle Jorré）。

## 来歴

フランソワ・トリュフォーと クロード・ジャドェードの3人目の映画 ラヴ・オン・ザ・ラン（1979年）ラヴ・オン・ザ・ラン のプレミアで

ディジョンで演劇を学んだのち、パリへ出て舞台のキャリアを積んだ。ピランデッロ作『ヘンリー4世』に出演しているところをフランソワ・トリュフォー監督に見いだされ、1968年『夜霧の恋人たち』で映画デビュー。当時、20 歳。
クロード・ジャドは、『家庭』、『逃げ去る恋』でドワネルと共に成長していった。ラスト近くでアントワーヌとクリスティーヌは永遠の愛を誓う──結婚を約束する──が、『家庭』でふたりの仲は決定的に亀裂が入り、『逃げ去る恋』では協議離婚してしまう。
1969年にはアルフレッド・ヒッチコックの『トパーズ』に出演し国際的に活躍する。  歴史的なラブコメディ作品の「モン・オン・ク・ベン・ジーン・ミーン」では、クロード・ジャド  そして ジャック・ブレル が恋人。 映画「牧草地の船」（1971年）では、彼女は愛する2人の友情を破壊する若い利己的な女性。雪どけ（1972年）では、ローラはアニー・ジラルドと ジャン・ロシュフォール  の娘。「禁断の司祭」では、彼女は司祭（ロベール・オッセン）の愛人である。
彼女はまた、二重の役割を果たしている。 1975年「ザ・チョイス」、1982年「リセとローラ」。
1976年には日本映画『北の岬』にも出演した。熊井啓によるこのドラマでは、第三世界の搾取に対する社会的批判は、修道女（クロード・ジャド）とエンジニア（加藤剛）の間の愛に関連している。
1980年代初頭に、彼女は夫とソビエト連邦の首都のモスクワに住んでいた。 これらの年の間、彼女は2つのソビエト映画にも出演した。
長編映画に加えて、ロマン・ロド・ジャドはテレビ映画でも多く演じた。1979年、彼女はミニシリーズのヒロインでした三十棺桶島。 
2004年の映画『A San Remo』が最後の出演作品。2006年の劇場での彼女の最後の主要な役割は、演劇のセリメンとセリマンと枢機卿であった。
その後も映画]、舞台、テレビで活躍し、1998年にレジオン・ドヌール5等勲章を授与された。一時トリュフォーと婚約したこともあるが、1972年に外交官と結婚し、一子がある。2006年12月1日、パリ郊外の病院で死去。58歳没。彼女の知人のさる脚本家によると、目の腫瘍を患っていたという。

## 主な出演作品
- 夜霧の恋人たち Baisers volés (1968)
- モン・ オンクル・ベンジャミンMon oncle Benjamin (1969年)
- トパーズ - Topaz (1969)
- 家庭 Domicile conjugal  (1970年)
- Le bateau sur l'herbe (1971年)
- 雪どけ Les Feux de la Chandeleur (1972年)
- Home sweet Home (1973年)
- Prêtres interdits (1973年)
- Le choix (1975年)
- Le malin plaisir (1975年)
- 北の岬 Le Cap du nord (1976年)
- 逃げ去る恋 L'amour en fuite (1979年)
- L'île aux trente cercueils (三十棺桶島) (1979年)
- テヘラン 43 Teheran 43 (1980年)
- Lenin v Parizhe (1981年)
- Lise et Laura (1982年)
- Une petite fille dans les tournesols (1984年)
- L'homme qui n'était pas là (1987年)
- Bonsoir (1994年)
- メデューズ号の筏 The Raft of the Medusa (1998年)
- Cap des Pins (1998年 - 2000年)
- A San Remo (2004年)